# Dunas de San Antón
Dunas de San Antón är en park i Spanien.   Den ligger i provinsen Provincia de Cádiz och regionen Andalusien, i den sydvästra delen av landet, 500 km sydväst om huvudstaden Madrid. Dunas de San Antón ligger 14 meter över havet.
Terrängen runt Dunas de San Antón är platt. Havet är nära Dunas de San Antón åt sydväst. Runt Dunas de San Antón är det ganska tätbefolkat, med 192 invånare per kvadratkilometer. Närmaste större samhälle är El Puerto de Santa María, 0,98 km nordost om Dunas de San Antón. Trakten runt Dunas de San Antón består i huvudsak av gräsmarker.